# Bandar Masilam II
Bandar Masilam II is een bestuurslaag in het regentschap Simalungun van de provincie Noord-Sumatra, Indonesië. Bandar Masilam II telt 2292 inwoners (volkstelling 2010).